# Termoeconomía
La termoeconomía, es un subcampo de la econofísica que estudia la economía integrando los conocimientos de la Termodinámica («la ciencia de la energía»; θερμός [therme, "calor"] + δυναμικός [dynamikos, "potente"]). La termodinámica estudia el estado de equilibrio termodinámico (se estudian por medio de las propiedades intensivas y extensivas), transformación, transferencia y procesos energéticos, estudiando procesos termodinámicos en equilibrio y de la termodinámica del no equilibrio, termodinámica estadística y fenómenos de transporte. La termoeconomía de la ingeniería es empleado para el estudio de optimización de diseños de ingeniería. La termoeconomía de la economía aún se considera de la economía heterodoxa porque no ha pasado por el escrutinio riguroso para ser considerado de la economía ortodoxa.

Tipos de sistemas termodinámicos

En algunos desarrollos teóricos de la termodinámica se transfiere propiedades de los sistemas físicos al estudio de la economía, como las magnitudes extensivas (energía interna, la entropía, el volumen, molaridad) y magnitudes no-extensivas (temperatura, presión, imanación, fuerza electromotriz). Estas propuestas deben ser sometidas a un riguroso escrutinio científico interdisciplinario para su validación.

### Leyes de la termodinámica
- Primer principio de la termodinámica
- Segundo principio de la termodinámica
- Tercer principio de la termodinámica

### conceptos comunes
- Exergía y Anergía
- Energía
- Emergía
- Estructura disipativa
- Entropía
- materia
- Información
- entropía informacional

## Termoeconomía de la ingeniería
La termoeconomía de la ingeniería estudia los diseños  que ahorran recursos energéticos, es decir, los análisis de diseño de sistemas que utilizan o producen formas útiles de energía, con el propósito de diseñar un sistema óptimo en base a la eficiencia energética.

### Análisis de exergía
La termoeconomía combina el análisis económico y termodinámico aplicando el concepto de coste (un concepto económico) a la exergía.

## Termoeconomía de la economía
Los termoeconomistas afirman que los sistemas económicos humanos pueden modelarse como sistemas termodinámicos. Entonces, basado en esta premisa, intentan desarrollar equivalentes económicos teóricos a la primera y segunda leyes de la termodinámica. Además, la cantidad termodinámica exergía, es decir, la medida de la energía de funcionamiento útil de un sistema, es una medida de valor. En la termodinámica, los sistemas térmicos intercambian el calor, funcionamiento y/o masa con sus alrededores; en esta dirección, relaciones entre la energía asociada con la producción, distribución y consumo de bienes y servicios pueden determinarse.

### Sistemas econonómicos
Los termoeconomistas afirman que los sistemas económicos suelen suponer materia, entropía e información. Además, el fin de muchas actividades económicas es lograr una estructura particular. En esta manera, la termoeconomía intenta aplicar las teorías en la termodinámica del no equilibrio, en la cual formaciones estructurarales llamadas estructuras disipativas forman, y la teoría de la información, en la cual la entropía informacional es un concepto central, al modelaje de actividades económicas en las cuales los flujos naturales de la energía y los materiales funcionan para crear recursos escasos. En la terminología termodinámica, la actividad económica humana puede describirse como una estructura disipativa, que florece por transformar e intercambiar recursos, bienes y servicios. Estos procesos suponen redes complejas de flujos de energía y materiales.

### Termoeconomía de la economía ecológica
Las aplicaciones de la termodinámica que se concibieron como una aproximación teórica al estudio de la economía a lo biológico, se ha denominado como economía biofísica, en cuyo núcleo o pilar fundamental se concentra en la transferencia de las leyes de la termodinámica a lo económico, esto ha tenido como principal receptor a la economía ecológica. El término "termoeconomía" fue acuñado en 1962 por el ingeniero Myron Tribus, y fue desarrollado por el estadístico y economista Nicholas Georgescu-Roegen.

## Emergía y exergía
El análisis de emergía es un enfoque de coste-de-producción pura que mide la calidad de un tipo particular de energía por su transformidad. El análisis de la exergía es basada en la segunda ley de la termodinámica que describe el cambio en la calidad de energía que acompaña su conversión de una forma a otra. Entonces la exergía explica las diferencias en calidad física entre distintas formas de energía. La exergía es la cantidad máxima de obra física que se puede extraer de un dado flujo de energía.

## Leer más
- Soddy, Frederick (1922). Cartesian Economics: The Bearing of Physical Science upon State Stewardship. London:Hendersons.
- El-Sayed, Yehia, M. (2003). The Thermoeconomics of Energy Conversions. Pergamon. ISBN 0-08-044270-6.